# Paralebra keiferi
Paralebra keiferi är en insektsart som beskrevs av Young 1957. Paralebra keiferi ingår i släktet Paralebra och familjen dvärgstritar.
Artens utbredningsområde är Colombia. Inga underarter finns listade i Catalogue of Life.